# لي تاو
لي تاو (بالصينية: 李涛) هو سباح صيني، ولد في 9 مارس 1968.

## وصلات خارجية
- لي تاو على موقع أوليمبيديا (الإنجليزية)